# Тарзан — тигр
Тарзан — тигр (англ. Tarzan the Tiger) — пригодницький серіал 1929 року кінокомпанії Universal Pictures знятий на основі роману Едгара Бероуза «Тарзан і скарби Опару». Фільм відзняв режисер Генрі Макрей за сценарієм Аяна Хіта. Роль Тарзана зіграв Френк Мерілл, Джейн — Наталі Кінгстон.
У свій час фільм вважався загубленим, проте була знайдена одна копія фільму. У 2005 році у США стрічка вийшла на DVD.

## Сюжет
Лорд Грейсток (Тарзан) повертається до Африки із своєю дружиною леді Джейн і їхнім другом Альбертом Верпером. Вони мають намір повернутися до Опару. Грейсток потребує скарби Опару, щоб захистити свої маєтки в Англії. Однак Верпер, насправді, цікавиться самим золотом. Він перебуває у змові з арабським рабовласником Ахметом Зеком, який бажає помститися Тарзану та леді Джейн.

## У ролях

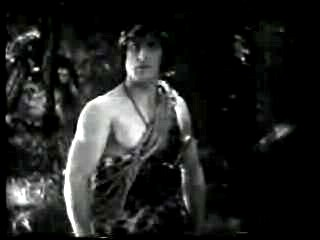
Френк Меррілл у ролі Тарзана

- Френк Мерілл — Тарзан
- Наталі Кінгстон — леді Джейн
- Ел Фергюсон — Альберт Верпером, головний антигерой
- Кітну — Ла, жриця храму Сонця, закохана у Тарзана
- Шелдон Льюїс — Ахмет Зек, арабський работорговець.

Кожному головному герою на початку фільму присвячені оригінальні титри з коротким описом:

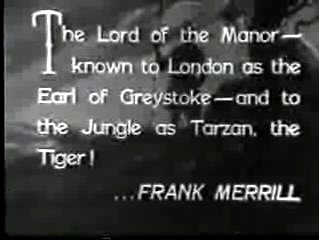
титри Френка Меррілла
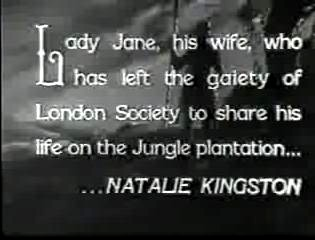
титри Наталі Кінгстон
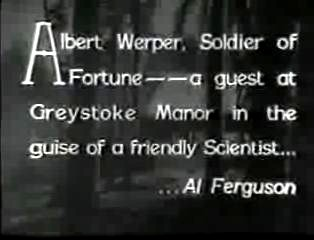
титри Ела Фергюсона
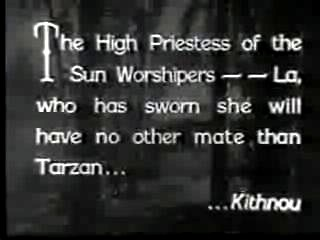
титри Кінту

## Серії
1. Поклик джунглів // Call of the Jungle
2. Шлях до Опару // The Road to Opar
3. Вівтар Палаючого Бога // The Altar of the Flaming God
4. Помста Ла // The Vengeance of La
5. Засуджені до смерті // Condemned to Death
6. Тантор — терор // Tantor the Terror
7. У смертельній небезпеці // The Dealy Peril
8. Петля смерті // Loop of Death
9. Політ Верпера // Flight of Werper
10. Ув'язнений з мавпами // Prisoner of the Apes
11. Щелепи смерті // The Jaws of Death
12. Коштовності Опару // The Jewels of Opar
13. Людська жертва // A Human Sacrifice
14. Злість Тарзана // Tarzan's Rage
15. Тріумф Тарзана // Tarzan's Triumph